# Wapen van Oud-Alblas

Wapen van Oud-Alblas

Het wapen van Oud-Alblas werd op 24 juli 1816 bij besluit van de Hoge Raad van Adel aan de gemeente Oud-Alblas in gebruik bevestigd. Op 1 januari 1986 ging de gemeente over naar de nieuw opgerichte gemeente Graafstroom. Het wapen van Oud-Alblas is daardoor komen te vervallen. In het wapen van Graafstroom zijn geen elementen uit het wapen van Oud-Alblas overgenomen. Sinds 1 januari 2013 valt Oud-Alblas onder de gemeente Molenwaard. Sinds 1 januari 2019 valt Oud-Alblas onder de gemeente Molenlanden.

## Blazoenering
De blazoenering van het wapen luidde als volgt:
Van goud, beladen met 5 lozanjes van sabel, staande 3 en 2.
De heraldische kleuren in het wapen zijn: goud (geel) en sabel (zwart).

## Geschiedenis
Dit is het oorspronkelijke wapen van de heerlijkheid Alblas. Het komt reeds in de dertiende eeuw voor. Het zou volgens een boek uit 1219 het wapen van Otto van Alblas, ridder te Utrecht zijn geweest.